# Slottsmagasinet
Slottsmagasinet i Stockholm var en korsformad magasinsbyggnad i sten, uppförd på 1600-talet på Skeppsholmens sydsida. Dit levererades kronans spannmål av ränte- och tiondegivare samt arrendatorer i kringliggande bygder. Slottsmagasinet motsvarade således landsorternas kronomagasin och förvaltades på samma sätt. Vid nödår kunde bönderna runt om i Stockholm få viss tilldelning av utsäde från slottsmagasinet vilket bland annat finns dokumenterat i Ljusterös tidiga historia då flera av Ljusterös bönder 1719 fick råg till utsäde från Stockholms slottsmagasin under Ulrika Eleonoras (1688-1741) tid som regent (1719-1720). När förordningen om utdelning av utsäde och förutsättningarna för detta vid nödår infördes finns inte belagt men kan ha tillkommit redan under Drottning Kristinas tid som regent 1632-1654. 
Magasinsbyggnaden framgår av en karta av Hauswolf över Skeppsholmen upprättad 1739 och kan eventuellt motsvara den enda större byggnad på södra Skeppsholmen som visas på en karta från 1640-talet.